# Зажелязна
Зажелязна (пол. Zażelazna) — село в Польщі, у гміні Доманиці Седлецького повіту Мазовецького воєводства.
Населення — 63 особи (2011).
У 1975-1998 роках село належало до Седлецького воєводства.

## Демографія
Демографічна структура станом на 31 березня 2011 року:
|          | Загалом | Допрацездатний вік | Працездатний вік | Постпрацездатний вік |
| -------- | ------- | ------------------ | ---------------- | -------------------- |
| Чоловіки | 33      | 4                  | 27               | 2                    |
| Жінки    | 30      | 6                  | 18               | 6                    |
| Разом    | 63      | 10                 | 45               | 8                    |